# Sechium
Sechium es un género con 17 especies de plantas con flores perteneciente a la familia Cucurbitaceae. 

## Descripción
Son plantas perennes, trepadoras, herbáceas, con cáudices tuberosos; monoicas. Hojas simples; zarcillos 3–5-ramificados. Flores estaminadas racemosas, hipanto poco profundo, a veces evaginado abajo de los nectarios, sépalos 5, pequeños, distantes, dentiformes, corola rotácea, blanquecina, pétalos 5, unidos en la base, nectarios 10 dispuestos en 5 pares, sacciformes, extrastaminales, basales, estambres 3, filamentos unidos en una columna central, anteras libres, tecas flexuosas; flores pistiladas coaxilares con las estaminadas, pedunculadas, solitarias o apareadas, hipanto y perianto como en las flores estaminadas, ovario unilocular, óvulo solitario, péndulo, estigmas 3. Fruto mediano a grande, piriforme, obovoide, elipsoide u ovoide, más o menos acostillado o sulcado, variadamente espinoso o liso, leñoso a carnoso, indehiscente; semilla solitaria, grande y lisa.

## Taxonomía
El género fue descrito por Patrick Browne y publicado en The Civil and Natural History of Jamaica in Three Parts 355. 1756.

## Especies
| - Sechium amazonicum - Sechium americanum - Sechium chayota - Sechium chinantlense - Sechium compositum - Sechium edule - Sechium hintonii - Sechium mexicanum | - Sechium panamense - Sechium peruvianum - Sechium peruvium - Sechium pittieri - Sechium tacaco - Sechium talamancensis - Sechium venosum - Sechium villosum |